# 밀리예트
밀리예트(Milliyet)는 터키의 신문이다.